# Gerard Rigby
Gerard Rigby ist ein ehemaliger britischer Eiskunstläufer, der im Eistanz startete.
Seine Eistanzpartnerin war Barbara Thompson. Mit ihr zusammen nahm er im Zeitraum von 1956 bis 1958 an Welt- und Europameisterschaften teil. Bei Europameisterschaften gewannen sie 1956 und 1958 die Bronzemedaille und 1957 die Silbermedaille. Ihre einzige Medaille bei Weltmeisterschaften errangen sie 1956 in Garmisch-Partenkirchen mit Bronze hinter ihren Landsleuten Pamela Weight und Paul Thomas sowie June Markham und Courtney Jones.

## Ergebnisse

### Eistanz
(mit Barbara Thompson)
| Wettbewerb / Jahr     | 1956 | 1957 | 1958 |
| --------------------- | ---- | ---- | ---- |
| Weltmeisterschaften   | 3.   | 5.   | 5.   |
| Europameisterschaften | 3.   | 2.   | 3.   |

| Personendaten    | Personendaten             |
| ---------------- | ------------------------- |
| NAME             | Rigby, Gerard             |
| KURZBESCHREIBUNG | britischer Eiskunstläufer |
| GEBURTSDATUM     | 20. Jahrhundert           |